# Evangelische Pfarrkirche Neukematen

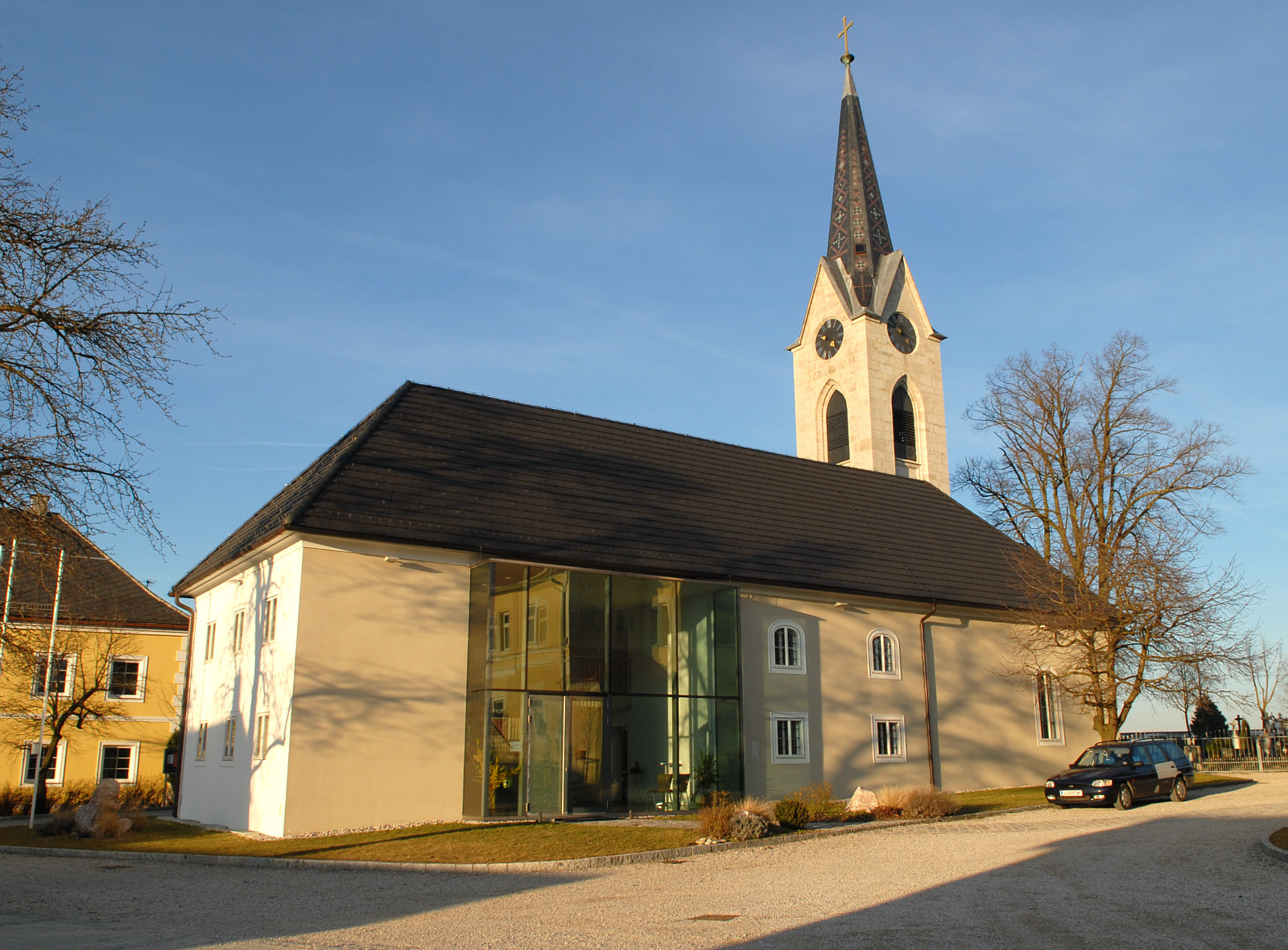
Evangelische Pfarrkirche in Neukematen in Piberbach

Die Evangelische Pfarrkirche Neukematen steht im Ort Neukematen in der Gemeinde Piberbach im Bezirk Linz-Land in Oberösterreich. Die evangelische Pfarrkirche gehört zur Evangelischen Superintendentur A. B. Oberösterreich. Die Kirche und das Pfarrhaus stehen gemeinsam unter Denkmalschutz (Listeneintrag).

## Geschichte
Die Kirche wurde 1783 als Toleranzbethaus erbaut und erhielt 1881 einen Turm. Sie ist die einzige Kirche des Ortes. Die Orgel aus 1884 mit 9 Registern stammt von Johann Lachmayr aus Linz.